# Finala Cupei Națiunilor Europene 1964
Finala Cupei Națiunilor Europene 1964 a fost un meci de fotbal disputat pe stadionul Santiago Bernabéu din Madrid pe 21 iunie 1964, pentru a stabili câștigătoarea Cupei Națiunilor Europene din 1964. A fost a doua finală a ceea ce se numește acum Campionatul European de Fotbal, competiția desfășurată din patru în patru ani și organizată de UEFA pentru echipele naționale. În finală s-au înfruntat țara gazdă Spania și câștigătoarea ediției precedente, Uniunea Sovietică . În drum spre finală, Spania a trecut de România, Irlanda de Nord și Republica Irlanda, apoi de Ungaria în semifinală. Uniunea Sovietică nu a jucat în prima rundă, apoi a învins în drum spre finală Italia, Suedia și Danemarca.

## Detalii
| Spania                      | 2–1             | Uniunea Sovietică |
| --------------------------- | --------------- | ----------------- |
| - Pereda 6' - Marcelino 84' | Report, lineups | - Husainov 8'     |

| Spania | Uniunea Sovietică |

| P               | 1  | José Ángel Iribar   |
| FD              | 2  | Feliciano Rivilla   |
| FC              | 5  | Ferran Olivella (c) |
| FS              | 3  | Isacio Calleja      |
| MC              | 4  | Ignacio Zoco        |
| MC              | 6  | Josep Maria Fusté   |
| ED              | 11 | Carlos Lapetra      |
| AD              | 10 | Luis Suárez         |
| AC              | 9  | Marcelino Martínez  |
| AS              | 8  | Chus Pereda         |
| ES              | 7  | Amancio Amaro       |
| Selecționer:    |    |                     |
| José Villalonga |    |                     |

| P                 | 1  | Lev Iașin           |
| FD                | 6  | Viktor Anicikin     |
| FC                | 2  | Viktor Șustikov     |
| FC                | 3  | Albert Șesterniov   |
| FS                | 4  | Eduard Mudrik       |
| MC                | 5  | Valeri Voronin      |
| MC                | 10 | Alexei Korneev      |
| MD                | 7  | Igor Cislenko       |
| MS                | 11 | Galimzian Husainov  |
| AC                | 8  | Valentin Ivanov (c) |
| AC                | 9  | Viktor Ponedelnik   |
| Selecționer:      |    |                     |
| Konstantin Beskov |    |                     |